# Amphidamas (Lokris)
Amphidamas (altgriechisch Ἀμφιδάμας Amphidámas) ist eine Gestalt der griechischen Mythologie.
Amphidamas lebte in der ostlokrischen Stadt Opus und war der Vater eines Sohnes, der vom noch sehr jungen und ebenfalls aus Opus stammenden Patroklos im Zorn beim Knöchelspiel erschlagen wurde. Während der Sohn des Amphidamas bei Homer noch namenlos ist, wird er später Klesonymos oder Kleitonymos genannt. In der Tragödie Astragalastai des im frühen 3. Jahrhundert v. Chr. schreibenden Alexandros Aitolos, die der Jugend des Patroklos gewidmet ist, wird sein Name wohl als Lysandros angegeben.
Lokrische Tradition scheint den Sohn als Aianes gekannt zu haben, weswegen Strabon ihn mit einem Aianeion genannten Heiligtum und einer Quelle namens Aianis in Verbindung brachte. Doch liegt hier wohl eine Vermischung oder Verwechslung mit dem lokrischen Aias vor.